# حمض ميكلوفيناميك
مضاد التهاب لا ستيرويدي يستخدم كمسكن لآلام المفاصل والعضلات.